# Philodendron auyantepuiense
Philodendron auyantepuiense är en kallaväxtart som beskrevs av George Sydney Bunting. Philodendron auyantepuiense ingår i släktet Philodendron och familjen kallaväxter. Inga underarter finns listade.